# Багеровское сельское поселение
Багеровское сельское поселение (укр. Багерівське сільське поселення, крымскотат. Багерово кой юрту, Bagerovo köy yurtu) — муниципальное образование в Ленинском районе Республики Крым России, на Керченском полуострове.
Административный центр — посёлок городского типа Багерово (учитываемый Крымстатом как сельский населённый пункт).

## Население
| 2001  | 2014  | 2015  | 2016  | 2017  | 2018  | 2019  |
| ----- | ----- | ----- | ----- | ----- | ----- | ----- |
| 4766  | ↘4475 | ↗4480 | ↘4441 | ↘4367 | ↘4310 | ↘4247 |
| 2020  | 2021  |       |       |       |       |       |
| ↘4212 | ↘4099 |       |       |       |       |       |

## Состав сельского поселения
| № | Населённый пункт | Тип населённого пункта      | Население |
| - | ---------------- | --------------------------- | --------- |
| 1 | Багерово         | пгт, административный центр | ↘3972     |
| 2 | Ивановка         | село                        | ↘127      |

## История
В советское время был образован Багеровский поселковый совет.
Статус и границы Багеровского сельского поселения установлены Законом Республики Крым от 5 июня 2014 года № 15-ЗРК «Об установлении границ муниципальных образований и статусе муниципальных образований в Республике Крым».